# Соња Санчез
Соња Санчез (енгл. Sonia Sánchez; Чако, 1964) је аргентинска феминисткиња, бивша жртва трговине људима и сексуалне експлоатације, активисткиња за права жена и укидања проституције, учитељица и културна аниматорка.

## Биографија
Рођена је 1964. године у Чакоу. Са седамнаест година, против жеље својих родитеља, отпутовала је из родног града у Буенос Ајрес као кућна радница са оскудном платом. Убрзо је избачена на улицу и сексуално искоришћавана шест година, од своје деветнаесте. Постала је члан Удружења жена проститутки Аргентине. Касније је одлучила да своје животно искуство комбинује са теоријском и политичком рефлексијом о питањима рода, трговине људима и проституције.
Покрајина Чако ју је 8. марта 2012. изабрала за Изузетну жену године, за њен неуморни рад за права жена. Одабрао ју је жири састављен од политичких, друштвених и културних личности који јој је, осим законом утврђене награде, доделио и награду за тражење родне равноправности.